# Daniel Willems
Daniel Willems (* 16. August 1956 in Herentals; † 2. September 2016 in Vorselaar) war ein belgischer Radrennfahrer. Seine professionelle Karriere begann er im Jahre 1978 und war bis 1985 als Profi aktiv. 1977 wurde er belgischer Meister im Straßenrennen der Amateure und gewann in Deutschland das traditionsreiche Eintagesrennen Rund um Düren.
Willems nahm drei Mal an der Tour de France teil und beendete diese ein einziges Mal, 1982, als Siebter. Er war sowohl bei Eintagesrennen als auch bei Etappenrennen erfolgreich. So gewann er vier Etappen der Tour de France, Paris–Tours, den Wallonischen Pfeil und Rund um den Henninger Turm.

## Größte Erfolge
- Tour de France: 1981: 11. & 19. Etappe, 1982: 3. & 20. Etappe
- Tour de Suisse: 1980: Prolog & 1. – 4. (Teil 1 & 2) Etappe
- Belgien-Rundfahrt: 1979:  & 4. Etappe, 1980: 5. Etappe, 1981: 1. Etappe (Teil 1)
- Paris–Tours: 1980
- Wallonischer Pfeil: 1981
- Rund um den Henninger Turm: 1979

## Teams
- 1978–1981 Ijsboerke / Capri Sonne
- 1982–1983 Boule d’Or
- 1984 Murella-Rossin
- 1985 Safir-Van de Ven